# Marian Janowski (działacz sportowy)
Marian Janowski (ur. 1939, zm. 15 grudnia 2017) – polski działacz sportowy, dyrektor górniczy II stopnia.

## Życiorys
Był naczelnym dyrektorem KWK „Czerwona Gwardia” oraz dyrektorem KWK „Andaluzja”, a także dyrektorem technicznym Przedsiębiorstwa Eksploatacji Węgla „Wschód” w Sosnowcu. W 1987 objął funkcję prezesa klubu sportowego Zagłębie Sosnowiec, które za czasów jego kierownictwa awansowało z II ligi do najwyższej klasy rozgrywkowej w sezonie 1988/1989. Funkcję prezesa Zagłębia Sosnowiec piastował do 1990.